# بخش وستفیلد (شهرستان مدینه، اوهایو)
بخش وستفیلد (به انگلیسی: Westfield Township) یک منطقهٔ مسکونی در ایالات متحده آمریکا است که در شهرستان مدینا، اوهایو واقع شده‌است.
 بخش وستفیلد ۶۶٫۱ کیلومتر مربع مساحت و ۴٬۱۷۲ نفر جمعیت دارد و ۳۱۰ متر بالاتر از سطح دریا واقع شده‌است.